# Державний університет інформаційно-комунікаційних технологій
}}
Державний університет інформаційно-комунікаційних технологій (ДУІКТ) — заклад вищої освіти IV рівня акредитації, який розташований в м. Києві.

## Загальна інформація
ДУІКТ є провідним ІТ закладом вищої освіти України в галузі кіберзахисту, програмної інженерії, штучного інтелекту,  зв'язку та сфері інформатизації. Розташований в м.Київ, університет здійснює підготовку фахівців з вищою освітою з широкого спектра технічних та інших спеціальностей за освітніми програмами усіх рівнів вищої освіти, провадить фундаментальні та прикладні наукові дослідження, має розвинену інфраструктуру наукових і навчально-наукових підрозділів, високий рівень кадрового і матеріально-технічного забезпечення.
Розширюється міжнародне співробітництво з закордонними фірмами та закладами освіти Європи.
Випускники ДУІКТ поєднують фундаментальні наукові знання, професійні навички та громадську зрілість і забезпечують галузь професійними фахівцями.

## Історія
1957 рік — Київський навчально-консультаційний пункт Одеського електротехнічного інституту зв'язку імені О. С. Попова. Створення окремого навчально-консультаційного пункту (НКП) було спричинено потребою у наданні консультацій та методичної допомоги студентам заочної форми навчання Київського та інших регіонів України, які навчалися в Одеському електротехнічному інституті зв'язку ім. О. С. Попова.
1967 рік — Київський заочний факультет Одеського електротехнічного інституту зв'язку імені О. С. Попова. У зв'язку з тим, що НКП вже не зміг задовольнити потреби Київського регіону, у 1967 р. його було перетворено у Київський заочний факультет, який став готувати фахівців за спеціальностями: автоматичний електрозв'язок; багатоканальний електрозв'язок; радіозв'язок і радіомовлення. Очолив факультет Леонід Михайлович Андрушко, який вперше на теренах Союзу захистив дисертацію доктора наук з проблем волоконно-оптичних ліній зв'язку, з 1988 р. він працював у Міжнародному Союзі Електрозв'язку у Женеві.
1979 рік — Київський філіал Одеського електротехнічного інституту зв'язку ім. О. С. Попова. З метою підвищення якості підготовки фахівців в галузі зв'язку в 1979 р. заочний факультет був реорганізований у Київський філіал Одеського електротехнічного інституту зв'язку ім. О. С. Попова з факультетами заочного та вечірнього навчання. З 1988 р. філіал очолив доктор технічних наук, професор Стеклов Василь Купріянович.
1986 рік — Будівництво нового п'ятиповерхового корпусу та дев'ятиповерхового гуртожитку.
1990 рік — Організовано два факультети з денною формою навчання: факультет автоматичного електрозв'язку, факультет багатоканального електрозв'язку.
1996 рік — Створення Київського інституту зв'язку Української державної академії зв'язку ім. О. С. Попова. З розбудовою України розширився діапазон підготовки кадрів для незалежної держави та зросла вимогливість до вищих навчальних закладів у підготовці фахівців у сфері телекомунікаційних технологій. Рішенням Міністерства зв'язку України на базі філіалу у 1996 р. було створено Київський інститут зв'язку. Ректором інституту був призначений Василь Купріянович Стеклов, а проректором з навчальної і наукової роботи — професор Уваров Ростислав Васильович.
2001 рік — Призначення ректором Київського інституту зв'язку Української державної академії зв'язку ім. О. С. Попова професора Мараховського Артема Юрійовича.
16 травня 2002 року — Утворення Державного університету інформаційно-комунікаційних технологій.
26 червня 2013 року — Утворення Державного університету телекомунікацій шляхом приєднання до зазначеного Університету Державного університету інформаційно-комунікаційних технологій, Військового інституту телекомунікацій та інформатизації Національного технічного університету України «Київський політехнічний інститут», Інституту спеціального зв'язку та захисту інформації Національного технічного університету України «Київський політехнічний інститут» і Житомирського військового інституту імені С. П. Корольова Національного авіаційного університету. З 07.02.2014 р. по 09.04.2024 рік  — ректором Державного університету телекомунікацій був Толубко Володимир Борисович.
9 травня 2023 — університету було повернуто історичну назву шляхом перейменування Державного університету телекомунікацій на Державний університет інформаційно-комунікаційних технологій.
10 квітня 2024 року виконувачем обовʼязки ректора було призначено українського науковця, доктора історичних наук, професора Шульгу Володимира Петровича.
З вересня 2024 року - Шульга Володимир Петрович  ректор ДУІКТ.

## Сучасна структура університету

### Навчально-наукові інститути
- Навчально-науковий інститут Інформаційних технологій
- Навчально-науковий інститут Захисту інформації
- Навчально-науковий інститут Телекомунікацій
- Навчально-науковий інститут Менеджменту та підприємництва

### Кафедри
- Кафедра Англійської мови
- Кафедра Безпеки життєдіяльності та фізичного виховання
- Кафедра Вищої математики, математичного моделювання та фізики
- Кафедра Військової підготовки
- Кафедра Документознавства та інформаційної діяльності
- Кафедра Економіки
- Кафедра Інженерії програмного забезпечення
- Кафедра Інженерії програмного забезпечення автоматизованих систем
- Кафедра Інформаційної та кібернетичної безпеки
- Кафедра Комп'ютерних наук
- Кафедра Комп'ютерної інженерії
- Кафедра Маркетингу
- Кафедра Менеджменту
- Кафедра Мобільних та відеоінформаційних технологій
- Кафедра Підприємництва, торгівлі та біржової діяльності
- Кафедра Публічного управління та адміністрування
- Кафедра Систем інформаційного та кібернетичного захисту
- Кафедра Системного аналізу
- Кафедра Соціології
- Кафедра Телекомунікаційних систем та мереж
- Кафедра Технологій цифрового розвитку
- Кафедра Української мови
- Кафедра Управління інформаційною та кібернетичною безпекою
- Кафедра Штучного інтелекту

### Відомі випускники
- Каріна Плай — українська співачка.
- Костаков Сергій Юрійович — «Маестро» (1972—2014) — солдат Збройних сил України, учасник російсько-української війни.

## Полеглі студенти російсько - української війни
Ілля Полянський - кафедра компʼютерної інженерії, загинув 12.02.2024
Ростислав Стадник -  кафедра систем інформаційного та кібернетичного захисту, загинув 15.02.2024
Микита Михайленко - загинув 07.12.2022
Володимир Яворський - загинув 30.05.2024
Ярослав Довгий  - загинув 06.05.2023
Владислав Неборський - кафедра Інформаційні системи та технології загинув 02.10.2022

## Рейтинги та репутація
У жовтні 2024 року, Державна служба якості освіти, як центральний орган виконавчої влади України, що реалізує державну політику у сфері освіти, зокрема з питань забезпечення якості освіти, оприлюднив оновлений рейтинг університетів, які мають високий ступінь ризику. Державний університет інформаційно-комунікаційних технологій в цьому рейтингу увійшов у десятку університетів України з найменшими ризиками проведення освітньої та наукової діяльності ..